# Disputa dell'Epiro

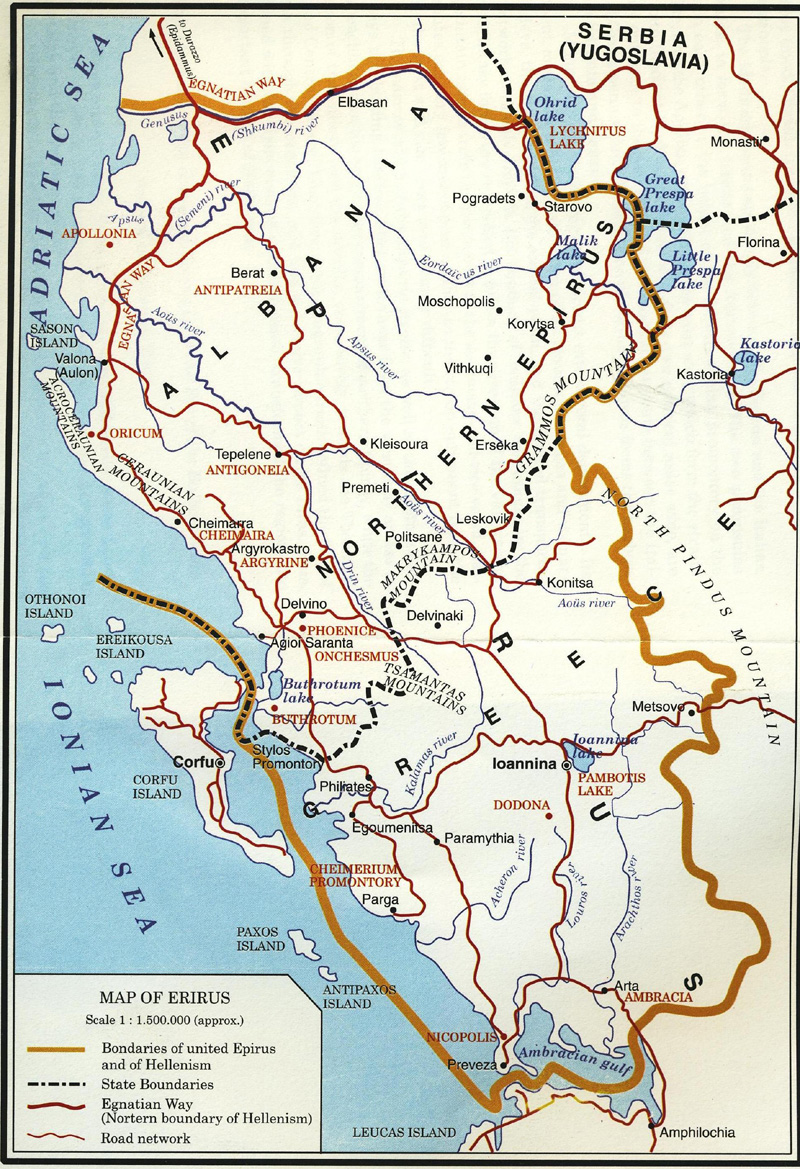
Mappa dell'Epiro.

La disputa dell'Epiro esplose durante la conquista dell'Epiro durante la Guerre balcaniche del Regno di Grecia.
Nel Medioevo, l'Epiro faceva parte della regione di Kutmičevica e del Despotato d'Epiro stesso, rientrando dunque nell'Albania ottomana.
Dopo il Risorgimento, emerge la questione adriatica. Per l'Italia il controllo del canale d'Otranto era di importanza strategica per bloccare la flotta austro-ungarica nell'Adriatico: di conseguenza, il controllo italiano dell'Albania e, in particolare, dell'Epiro era di vitale importanza. L'Italia basava la sua pretesa sul possesso veneziano di Corfù. Le rivendicazioni andavano ad unirsi con quelle greche e bulgare nell'area prima della campagna italiana di Grecia.